# Strobilops hubbardi
Strobilops hubbardi är en snäckart som först beskrevs av A. D. Brown 1861.  Strobilops hubbardi ingår i släktet Strobilops och familjen Strobilopsidae. Inga underarter finns listade i Catalogue of Life.